# St. Clair Shores
St. Clair Shores è una città degli Stati Uniti d'America nella Contea di Macomb, nello Stato del Michigan.
È un sobborgo di Detroit, posto 21 km a nordest dal centro della metropoli, sulle sponde del Lago St. Clair.